# Raclette
Raclette je druh švýcarského sýra a název pokrmu, který se z tohoto sýra vyrábí. Kůrka sýru vzniká přirozeným zráním, je jedlá a považována za delikatesu. 

## Sýr
Raclette je polotvrdý slaný sýr vyráběný z kravského mléka. Může mít jemnou, ořechovou příchuť. Pochází ze Švýcarska. Vyrábí se jako velký kulatý bochník o váze asi 6 kg. Má několik variant – gomser, bagnes, orsieres.

## Jídlo
Raclette je tradiční švýcarské jídlo, při jehož přípravě hraje důležitou roli stejnojmenný sýr. Sýr se u ohně, nebo s pomocí speciálního stroje, zahřívá. Rozměklý se pak servíruje na talíř. Spolu se sýrem se podávají různé tradiční přílohy – brambory, okurky, nakládané cibulky, sušené nebo uzené maso, paprika, cibule, rajská jablka, žampiony atp.